# 755

## Nașteri
- dată necunoscută: Krum  (d. 814)
- dată necunoscută: Widukind  (d. ?)

## Decese
- dată necunoscută: Grigore I de Neapole  (n. ?)